# Danuta Wałęsa
Danuta Mirosława Wałęsa z domu Gołoś (ur. 25 lutego 1949 w Kolonii Krypy) – polska działaczka społeczna, pierwsza dama Rzeczypospolitej Polskiej w latach 1990–1995 jako żona prezydenta RP Lecha Wałęsy.

## Życiorys
Urodziła się jako drugie spośród dziewięciorga dzieci Zbigniewa Gołosia i Feliksy z domu Barszcz, pochodzących z rodzin chłopskich i zajmujących się rolnictwem. Ukończyła szkołę podstawową w Węgrowie, pracowała w rodzinnym gospodarstwie rolnym, a także u okolicznych gospodarzy. W 1968 przeniosła się na stałe do Gdańska, gdzie początkowo mieszkała u rodziny i pracowała w kwiaciarni.
8 listopada 1969 zawarła związek małżeński z Lechem Wałęsą, późniejszym przywódcą „Solidarności”, prezydentem Rzeczypospolitej Polskiej w latach 1990–1995. Razem wychowali ośmioro dzieci: Bogdana, Sławomira, Przemysława, Jarosława, Magdalenę, Annę, Marię Wiktorię i Brygidę. W imieniu męża Danuta Wałęsa odebrała 10 grudnia 1983 Pokojową Nagrodę Nobla. W ramach działalności społecznej dołączyła do rady fundatorów Fundacji „Sprawni Inaczej”. Objęła również funkcję honorowego prezesa gdańskiej Fundacji na Rzecz Rozwoju Kultury, została członkinią rad honorowych konkursów i organizacji społecznych.
W 2011 nakładem Wydawnictwa Literackiego ukazała się autobiografia Danuty Wałęsy zatytułowana Marzenia i tajemnice (opracowana przez Piotra Adamowicza). Sprzedaż książki w ciągu kilku miesięcy przekroczyła 300 tys. egzemplarzy. Danuta Wałęsa w 2012 otrzymała za nią specjalne wyróżnienie „Supergwarancja Kultury Wydarzenie Roku” przyznane przez redakcję TVP Kultura.
W 2012 prezydent Bronisław Komorowski, za wybitne zasługi dla niepodległości Rzeczypospolitej Polskiej, za oddanie dla sprawy przemian demokratycznych w kraju, za osiągnięcia w pracy zawodowej i społecznej, odznaczył ją Krzyżem Komandorskim z Gwiazdą Orderu Odrodzenia Polski.
Została jedną z bohaterek musicalu 1989, koprodukcji Teatru im. Juliusza Słowackiego w Krakowie i Gdańskiego Teatru Szekspirowskiego z 2022; w rolę Danuty Wałęsy wcieliła się Karolina Kazoń.
W 2024 decyzją szefa Urzędu do Spraw Kombatantów i Osób Represjonowanych Lecha Parella otrzymała status działacza opozycji demokratycznej.

## Wyróżnienia
- 2012: Wiktor 2011 w kategorii „Największe Odkrycie Telewizyjne”[16]
- 2012: Nagroda TVP Kultura w kategorii „Gwarancje Kultury”[17]
- 2012: Nagroda „Róże Gali” w kategorii „Literatura” za Marzenia i tajemnice[18]
- 2012: Medal Świętego Jerzego, nagroda „Tygodnika Powszechnego” za Marzenia i tajemnice[19]
- 2012: Nagroda RMF Classic „MocArty” w kategorii „Za klasę i styl”[20]
- 2012: Nagroda Radia Tok FM[21]
- 2012: Tytuł „Człowieka Roku 2011” według „Dziennika Bałtyckiego”[22]
- 2022: Tytuł honorowej obywatelki Gdańska[23]
- 2025: Odznaka Solidarności i Praw Człowieka ustanowiona przez Europejskie Centrum Solidarności[24]